# Помоздино
Помоздино́ (коми Помӧсдін) — село в Усть-Куломском районе Республики Коми, административный центр муниципального образования сельского поселения Помоздино.

## География
Расположено на правом берегу реки Вычегда на расстоянии 60 км на северо—восток от районного центра села Усть-Кулом.

## История
Название Помöсдiн означает «место возле (устья) реки Помöс». Название реки Помöсъю означает «запруженная, перегороженная река» и происходит от слов помöс (с коми — «запруда») и ю (с коми — «река»).
Поселение возникло после 1678 года. Примерная дата основания — 1695 год. Известно с 1706 года как погост, на котором построили деревянную Николаевскую церковь (не сохранилась)
1823—1826 гг. — строительство каменного храма Успения Пресвятой Богородицы.
1861 — открылась церковно-приходская школа.
1871 — открылось земское училище.
06.12.1887—06.01.1888 — первая ярмарка, в последствии стала проводиться каждую зиму.
1900 — открылось женское земское училище.
1903 — перестроен Успенский храм. Здание значительно расширили, украсили трехэтажной колокольней с портиками и парадно оформленными крыльцами.
В годы Советской власти в здании храма действовал молокозавод.
К 1930 году село располагало больницей, школой, ветеринарным пунктом и участком милиции.
1949—1962 гг. — село являлось центром Помоздинского района.
1964, 15 июня — в районе села найден небольшой метеорит (эвкрит) весом 327 г.
2006—2013 — реконструкция храма Успения.
2011 — начал действовать новый деревянный храм в честь священномученника Димитрия Спасского.

## Инфраструктура
Административное здание: администрация СП, полиция, ЗАГС.
Отделение почтовой связи «Почта России» № 168090. Отделение Сбербанк.
МОУ Помоздинская средняя общеобразовательная школа им. В. Т. Чисталева. Школа рассчитана на 500 учащихся. В школе действует краеведческий музей, организована внеурочная деятельность (литературный кружок).
МДОУ Помоздинский детский сад № 4 «Солнышко».
МУДО "Дом детского творчества «Патриот».
Спортивная площадка. Физкультурно-спортивный зал 240м².
Дом культуры (МБУК «Усть-Куломская ЦКС»). Зал ДК на 350 зрительных мест. Клубные формирования: танцевальная и театральная студии, детский хоровой коллектив, вокальная группа. Библиотека при клубе.
ГБУЗ РК «Помоздинская участковая больница». Поликлиника. Стоматология. Аптека. Ветеренарная станция.
Пожарное депо.
Предприятия розничной торговли. Предприятия общественного питания. Супермаркет «Пятёрочка».
Парикмахерская, прачечная.

## Экономика
Основа экономики — сельское хозяйство.
Сельскохозяйственный производственный кооператив «Помоздино».
Разведение молочного крупного рогатого скота, производство сырого молока.

## Население
Постоянное население составляло 1439 человек (коми 92 %) в 2002 году.
| 1959 | 2002  | 2010  | 2021  |
| ---- | ----- | ----- | ----- |
| 994  | ↗1439 | ↘1390 | ↘1262 |